# Grand Classica
Vous lisez un « bon article » labellisé en 2020.
Le Costa neoClassica est un navire de croisière construit en 1991 par les chantiers navals Fincantieri de Gênes pour la compagnie italienne Costa Croisières, dont il est le premier navire construit spécifiquement pour la croisière et, au moment de sa mise en service, le plus gros navire de la compagnie. Mis en service en décembre 1991 sous le nom de Costa Classica, il fait l’objet d’une importante rénovation à l’hiver 2014. Il intègre dès lors la neoCollection et voit son nom légèrement modifié, devenant le Costa neoClassica.
Costa Croisières annonce la vente du navire en août 2017. Celle-ci devient effective en mars 2018, après 27 ans de service sous les couleurs de la compagnie italienne, lorsque le paquebot intègre la flotte de la compagnie Bahamas Paradise Cruise Line sous le nom de Grand Classica. Il est depuis affecté à des croisières de deux jours entre Palm Beach et Grand Bahama.

## Histoire

### Ère Costa

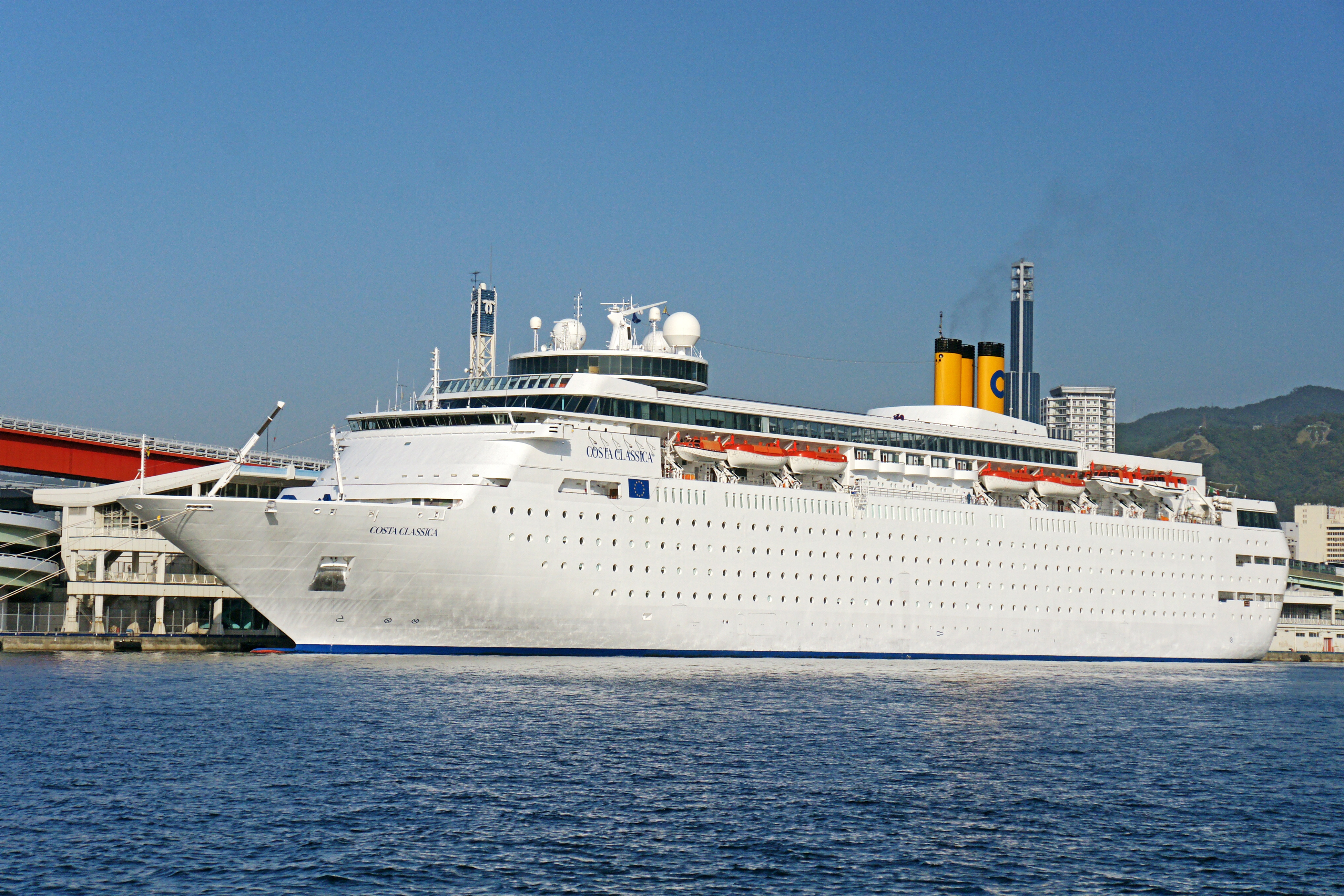
Le Costa Classica amarré à Kobe en octobre 2009.

Le Costa neoClassica est un navire de croisière construit en 1991 par les chantiers navals Fincantieri de Gênes pour la compagnie italienne Costa Croisières, dont il est le premier navire construit spécifiquement pour la croisière et, au moment de sa mise en service, le plus gros navire de la compagnie. Lancé le 2 février 1991, il est baptisé à Gênes le 7 décembre 1991 sous le nom de Costa Classica et entame sa croisière inaugurale le 17 décembre suivant. Il est alors affecté à des croisières en Europe et dans les Caraïbes.
En 1994, il passe sous pavillon du Liberia. Il repasse sous pavillon italien, en prenant Gênes comme port d’attache, en septembre 2000. Entretemps, un incident émaille sa carrière, lorsque le navire s’échoue à Cythère le 19 juillet 1997. À partir de 1999, il assure des croisières en Méditerranée et passe régulièrement par le port de Marseille.

#### Agrandissement avorté
À la fin de l’été 1999, Costa Croisières signe un contrat d’une valeur de 84,15 millions de dollars avec les chantiers navals Cammell Laird de Birkenhead afin de faire subir une profonde rénovation au Costa Classica à l’hiver 2000,. Il comprend également une option pour faire subir une opération similaire au Costa Romantica l’année suivante. Les travaux consistent notamment à doter le navire d’un nouveau pont, de 352 nouvelles cabines dont 126 dotées de terrasses, d’un système de propulsion révisé, d’une nouvelle piscine et d’espaces publics élargis, mais également à l’allonger de 44,8 mètres par jumboïsation, c’est-à-dire en le coupant en deux au milieu avant d’y insérer une nouvelle section,. Le Costa Classica doit donc sortir complètement métamorphosé des chantiers navals, avec une longueur augmentée de 220,6 à 265,4 m, un tonnage augmenté à plus de 78 000 t, une capacité presque doublée et une vitesse de croisière légèrement plus élevée,.
Ces travaux, qui sont supervisés par le cabinet d’architecture navale génois Studio Vicini Architetti, doivent durer 17 semaines, entre le 23 novembre 2000 et le 22 mars 2001,. Toutefois, alors que le navire est en route pour rejoindre le chantier naval, Costa Croisières rompt le contrat, justifiant sa décision en dénonçant un retard du chantier naval, qui pourrait ne pas tenir le délai prévu. La nouvelle section, pratiquement achevée à ce moment, est mise à l’eau le 26 novembre 2000.
Quelques mois plus tard, le chantier allemand Lloyd Werft envisage de racheter ladite section auprès de Cammell Laird, dont les finances sont lourdement éprouvées par ce revers puisqu’il est mis sous séquestre en avril 2001, avec l’objectif d’entamer des négociations avec Costa Croisières pour assurer la jumboïsation du Costa Classica, qui reste alors dans les projets de la compagnie. Toutefois, les discussions n’aboutissent pas et la section finit par être vendue à la casse et détruite à Rotterdam en 2002. Le Costa Classica, lui, est finalement rénové en 2001, mais les travaux sont plus modestes que prévu puisque la jumboïsation est abandonnée.

#### Incendie de 2005
Le 24 août 2005, au cours d’une croisière entre Ancône et Athènes, un incendie se déclare dans la matinée sur la partie arrière du Costa Classica alors qu’il se trouve au large de Poros,. Maîtrisé par l’équipage après 35 minutes, le sinistre ne fait aucune victime,, mais le navire se rend au Pirée pour être expertisé afin d’évaluer les dégâts. Capable de se déplacer par ses propres moyens, il est toutefois escorté par une frégate, trois patrouilleurs et un Super Puma, envoyés par précaution par la marine grecque. Réparé, il reprend du service quelques jours plus tard et est affecté, en 2006, à des croisières dans le golfe Persique,.

#### Collision de 2008
Le 6 juin 2008, alors que le Costa Classica est à l’ancre dans le port de Dubrovnik, il est heurté par le MSC Poesia au cours d’une manœuvre de ce dernier pour gagner le large,,. La partie centrale de celui-ci vient heurter la proue du navire de Costa, mais aucune victime n’est à déplorer et les deux paquebots, qui n’ont subi que des dommages mineurs, poursuivent leur programme de croisière,,.

#### Croisières asiatiques et collision de 2010

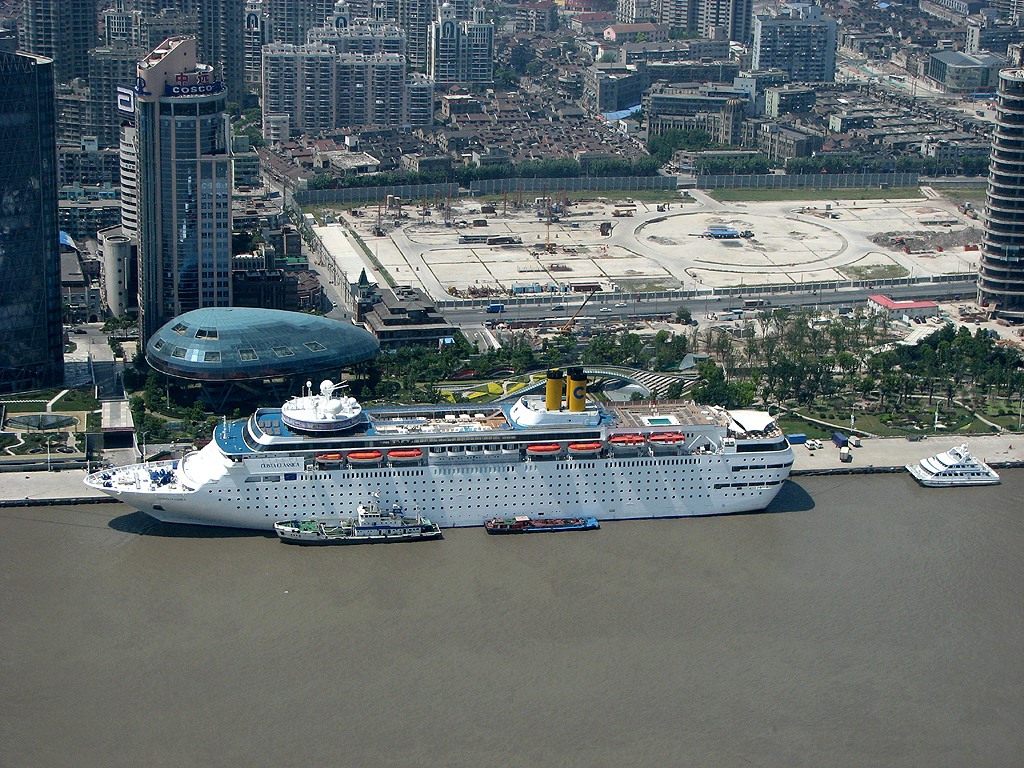
Le Costa Classica à Shanghai en mai 2009, peu après son arrivée sur le marché asiatique.

En mars 2009, le Costa Classica est repositionné sur des croisières en Extrême-Orient, rejoignant le Costa Allegra qui y navigue depuis juillet 2006,. Il alterne entre des croisières de durée plus ou moins longue, allant de 4 à 15 jours, en assurant des départs depuis les ports japonais, taïwanais, coréen, thaïlandais, chinois et vietnamiens. En avril 2010, le Costa Classica est rejoint par son sister-ship, le Costa Romantica, venu remplacer le Costa Allegra.
C’est dans ce contexte que, le 18 octobre 2010, il est heurté par le vraquier belge Lowlands Longevity peu avant 5 heures du matin. La collision survient alors que le paquebot attend pour remonter le Yang-Tsé et rejoindre le port de Shanghai,. Quelques passagers sont légèrement blessés, mais aucune victime n’est à déplorer,. Toutefois, une large brèche et plusieurs éraflures sont visibles sur le côté tribord du navire de croisière, au-dessus de la ligne de flottaison,. Les passagers sont donc débarqués et le Costa Classica, dont la croisière suivante est annulée, rejoint un chantier naval local où il est réparé,.

#### Croisières dans le golfe Persique et projet de rénovation
À partir de mai 2012, le Costa Classica est remplacé par le Costa Victoria sur le marché asiatique. Il est alors réaffecté sur le marché du golfe Persique, qu’il avait ouvert à l’hiver 2006-2007, en compagnie du Costa Atlantica.

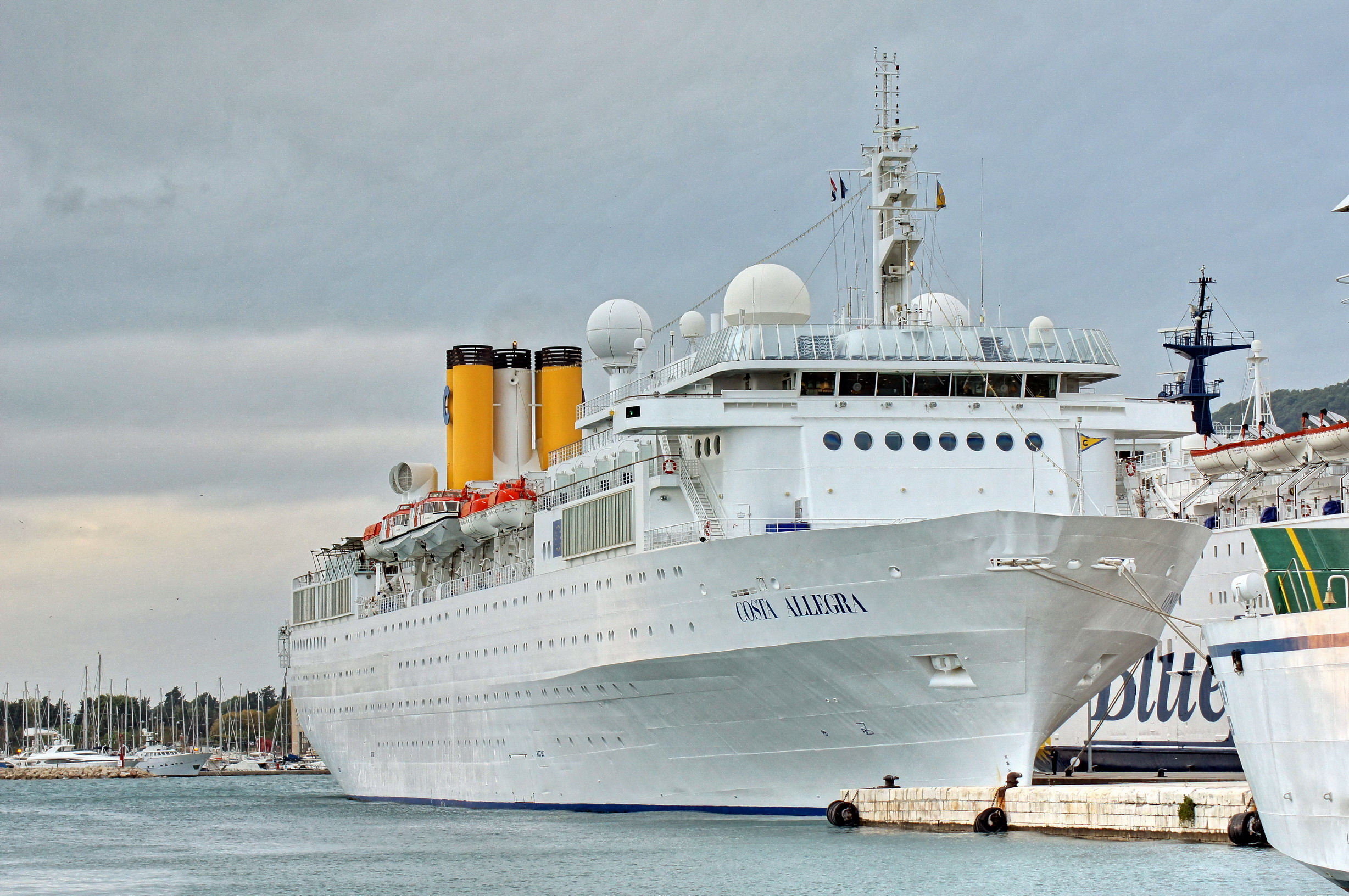
La réforme du Costa Allegra, après son incendie en février 2012, fait du Costa Classica le doyen de la compagnie.

Dans le même temps, l’incendie puis la réforme du Costa Allegra font du Costa Classica le doyen de la compagnie. Après plusieurs mois de réflexion, Costa Croisières officialise, en mai 2013, une première rénovation du navire devant intervenir à l’hiver 2013. Son intérieur est changé par les chantiers San Giorgio del Porto de Gênes au cours d’une période de travaux qui s’étend du 12 novembre au 21 décembre 2013. Dans le même temps, la compagnie annonce étudier la possibilité d’offrir une profonde remise à niveau à son doyen afin de lui faire intégrer la NeoCollection, dont fait déjà partie son sister-ship, le Costa neoRomantica.
Au cours du printemps 2014, le Costa Classica effectue de nombreuses croisières en Europe du Nord, au départ de Dunkerque, pour le voyagiste TAAJ Croisières. Toutefois, celui-ci est placé en liquidation judiciaire en juillet 2014, n’ayant pas réussi à se remettre de l’avarie du Costa Allegra en février 2012, après laquelle Costa Croisières lui a mis à disposition des navires plus imposants (le Costa Voyager en 2012 et 2013, puis le Costa Classica en 2014), pour lesquels le voyagiste ne parvenait pas à vendre toutes les cabines. À la suite de cet événement, le Costa Classica assure des croisières en Méditerranée à l’été 2014.

#### Costa neoClassica

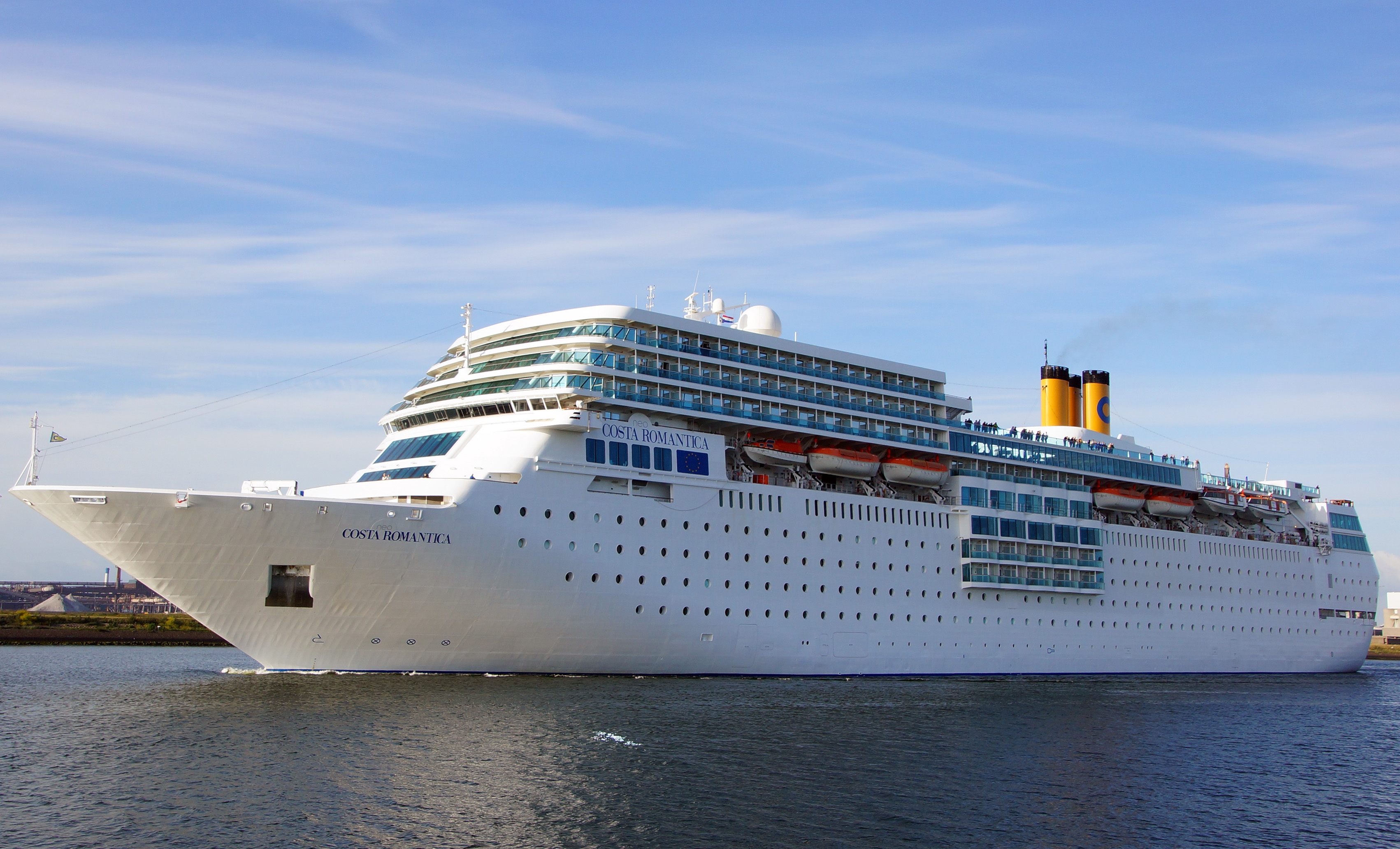
Contrairement au Costa neoRomantica, le design du Costa neoClassica n’est pas modifié lors de son intégration dans la neoCollection.

Le 8 novembre 2014, à l’issue de sa saison de croisières, il entre au chantier San Giorgio del Porto de Gênes, où il est rénové afin d’intégrer la neoCollection,. D’un coût de 22,5 millions d’euros, cette rénovation consiste à remettre à neuf l’ensemble des espaces intérieurs du navire, mais aussi à moderniser ses équipements techniques et sa propulsion,,. Il ressort du chantier naval le 17 décembre 2014 avec un nouveau nom, Costa neoClassica, et un intérieur rafraichi par le cabinet d’architecture Partner Ship Design, mais en conservant son aspect extérieur original, contrairement à son sister-ship, le Costa neoRomantica, qui s’était vu doté de nouveaux ponts lors de son intégration dans la neoCollection en 2012,.

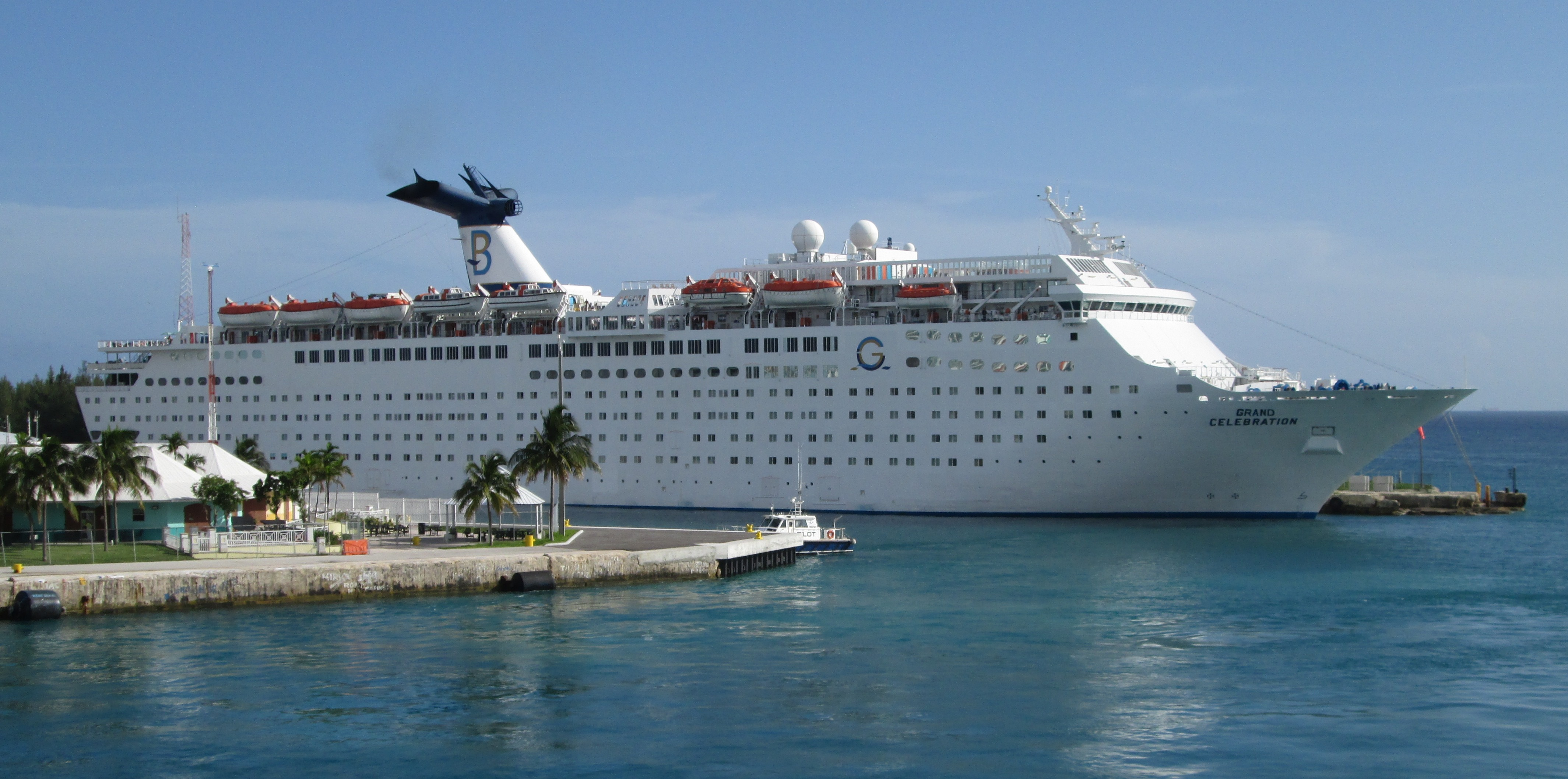
Le Costa Celebration est revendu à Bahamas Paradise Cruise Line quelques jours après avoir intégré la flotte Costa.

Basé à l’Île Maurice pour sa première saison d’hiver sous son nouveau nom,, le Costa neoClassica revient en Méditerranée en avril 2015 afin de remplacer le Costa Celebration, revendu à Bahamas Paradise Cruise Line à l’automne précédent, quelques jours seulement après avoir intégré la flotte de Costa Croisières,.

### Bahamas Paradise Cruise Line
Toutefois, à partir de l’été 2015, le Costa neoClassica apparaît sur des sites de vente de navires. Sa vente à la compagnie Bahamas Paradise Cruise Line est annoncée officiellement au début de l’été 2017 et devient effective le 10 mars 2018, au terme de son ultime saison de croisières dans l’Océan Indien,,.

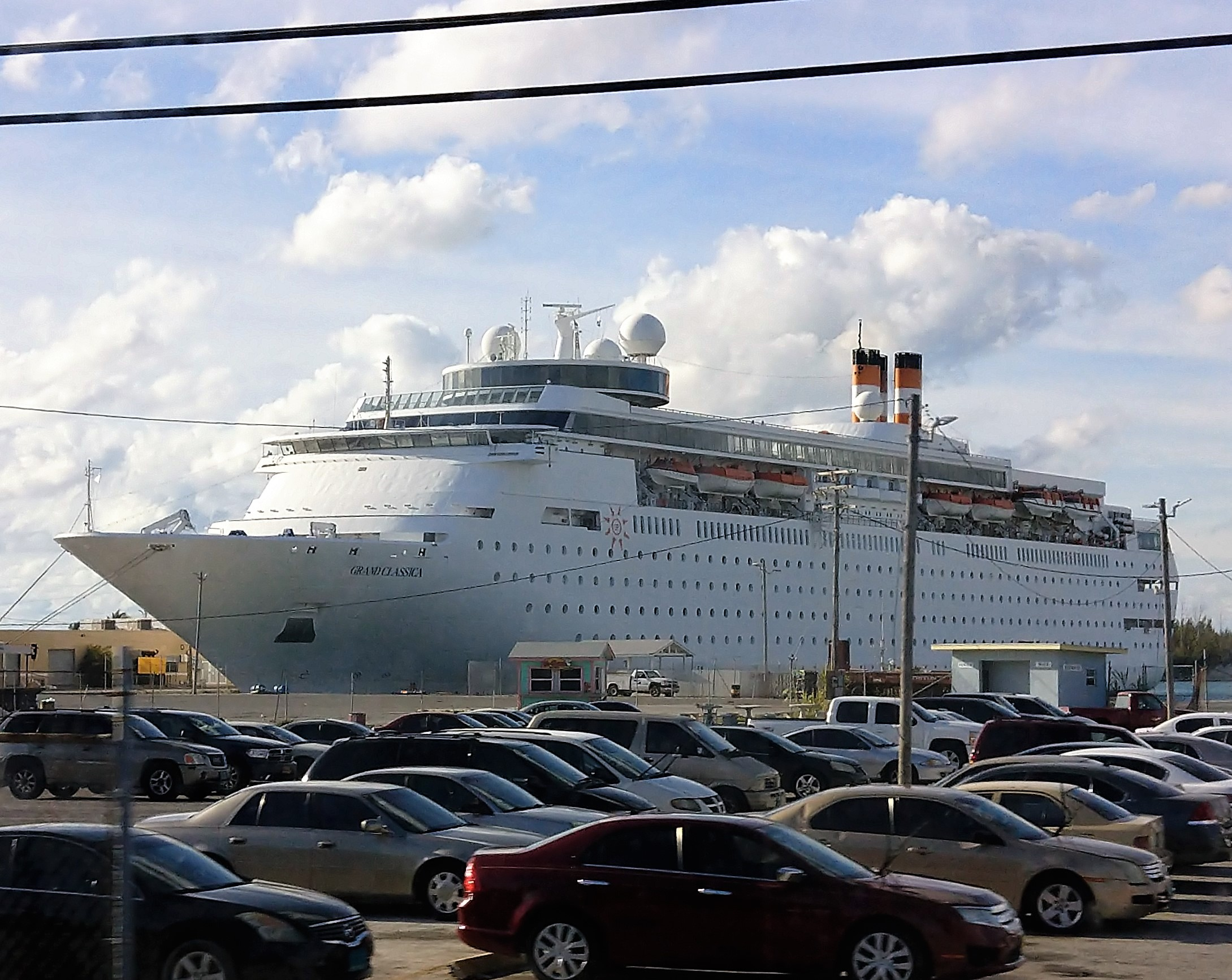
Le Grand Classica amarré à Freeport en décembre 2018.

Cette compagnie, qui a déjà racheté le Costa Celebration à l’automne 2014, propose des mini croisières de deux jours entre Palm Beach et Grand Bahama,,. Elle acquiert le Costa neoClassica à la suite de l’autorisation d’exploiter un second navire sur cet itinéraire, ce qui lui permet de proposer des départs quotidiens,,. Le doyen de la flotte Costa devient donc le Grand Classica et est inauguré sous ses nouvelles couleurs en présence de nombreuses personnalités le 13 avril 2018, avant d’entamer sa première croisière dans les Caraïbes le soir même,,,.
Le 19 octobre 2018, alors que le Grand Classica quitte le port de Palm Beach, un passager de 29 ans, qui effectue une croisière à bord pour fêter son enterrement de vie de célibataire, chute dans un escalier à bord du navire,,. Évacué par les garde-côtes américains et transféré au St. Mary’s Medical Center de West Palm Beach, il y est déclaré mort peu après,,. Les résultats de l’enquête, dévoilés en janvier 2019, signalent que la victime était ivre et qu’elle a chuté de treize mètres en perdant l’équilibre alors qu’elle essayait de sauter une marche dans un escalier du navire.
Le 15 février 2019, alors que le Grand Classica effectue une croisière de quatre jours entre Palm Beach, La Havane et les Bahamas pour le compte du voyagiste Viva Travels, les autorités cubaines refusent l’accostage du navire et lui enjoignent de quitter les eaux territoriales, malgré les dispositions prises par les organisateurs avant le voyage,.
Le 1er avril 2019, le Grand Classica est utilisé, avec le Grand Celebration, pour loger l’équipage du navire de croisière Oasis of the Seas, l’un des plus gros paquebots au monde, qui a dû être évacué en urgence en raison d'un incident en entrant aux chantiers navals Grand Bahama Shipyard de Freeport,,,,. En effet, une grue tombe sur l’AquaTheater, faisant basculer le navire dans le dock flottant où il se trouve,,,,.

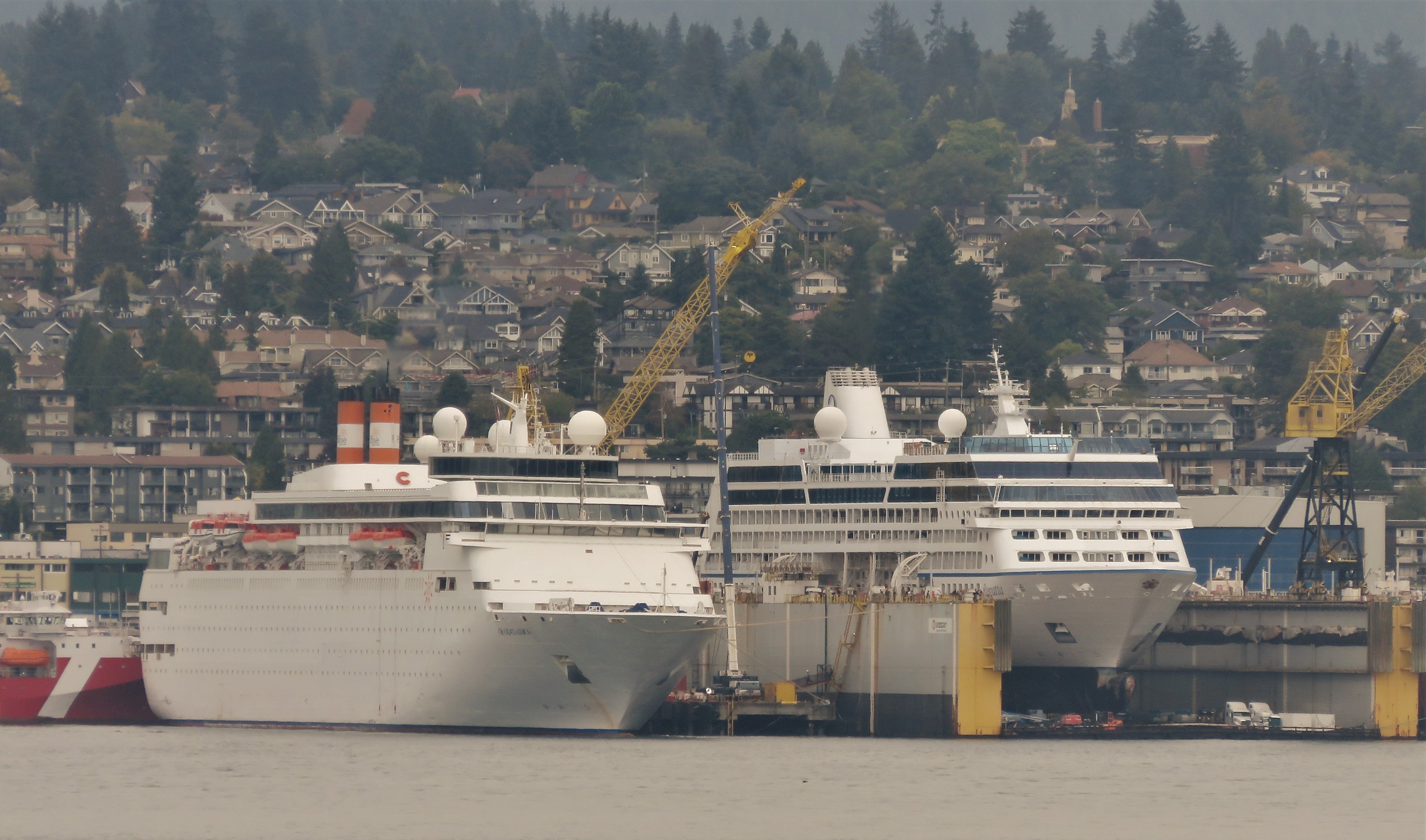
En septembre 2019, le Grand Classica sert d’hôtel à Vancouver pour les employés chargés de la rénovation du Regatta.

Le 4 septembre 2019, le Grand Classica arrive aux chantiers navals Seaspan Vancouver Drydock de Vancouver, par lequel il est loué dans le cadre de la rénovation intégrale du Regatta,,. Ce projet, d’une envergure impressionnante puisqu’il consiste à réviser et améliorer l’appareil propulsif, mais aussi repeindre la coque et rénover intégralement l’intérieur (restaurants, cabines, hall d’accueil...) du navire d’Oceania Cruises en moins de seize jours, nécessite de faire travailler plus de 2 000 personnes jour et nuit en continu,,. Le Grand Classica est donc utilisé pour loger le personnel chargé des travaux, qui s’étalent du 6 au 21 septembre,,. Il quitte Vancouver le lendemain et reprend son service commercial quelques jours plus tard,,.

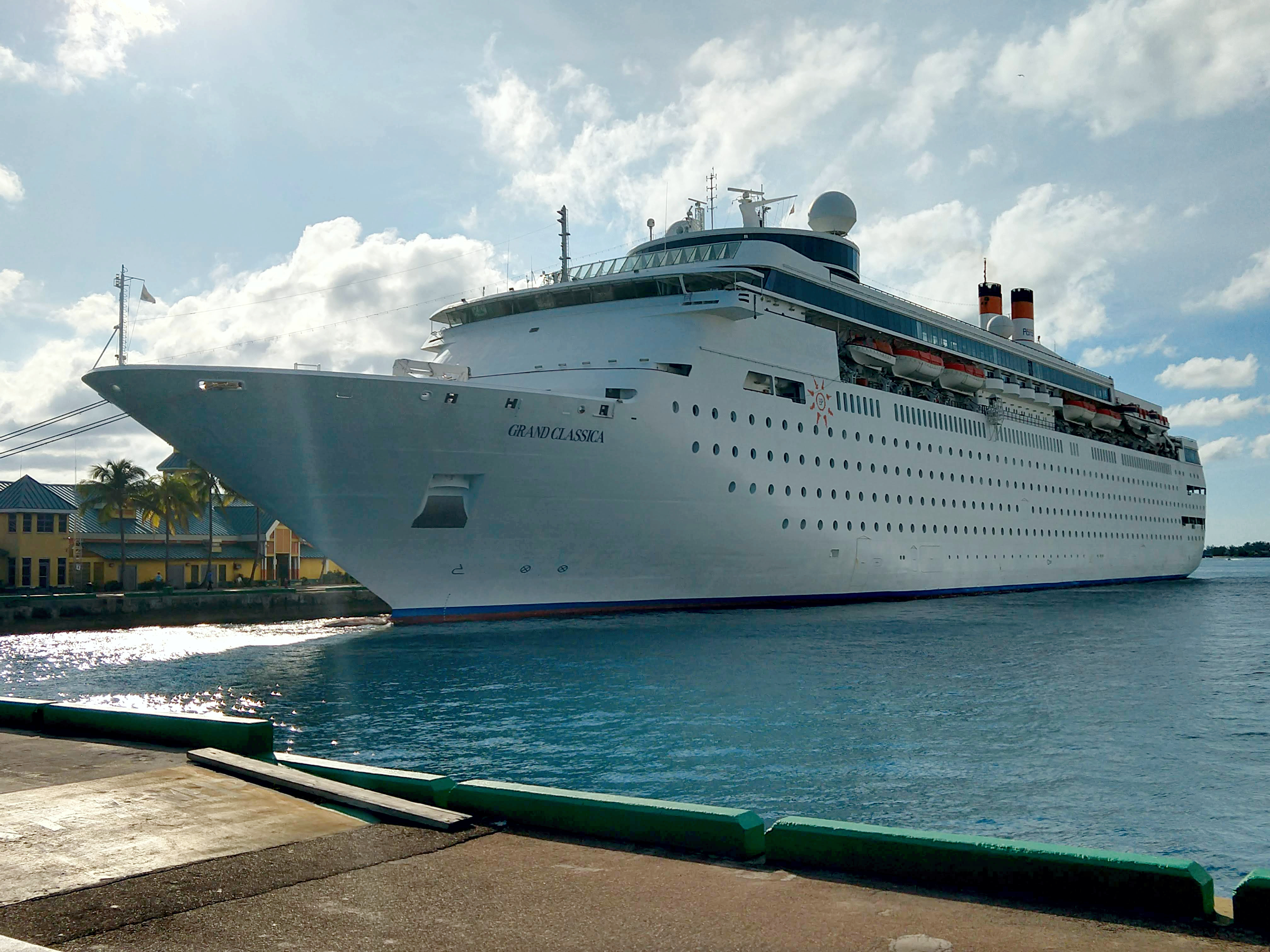
Le Grand Classica amarré à Nassau en novembre 2019.

À compter du 12 octobre 2019, il est affecté à un nouvel itinéraire, puisqu’il assure des croisières entre Palm Beach et Nassau, la capitale des Bahamas,,.

## Caractéristiques

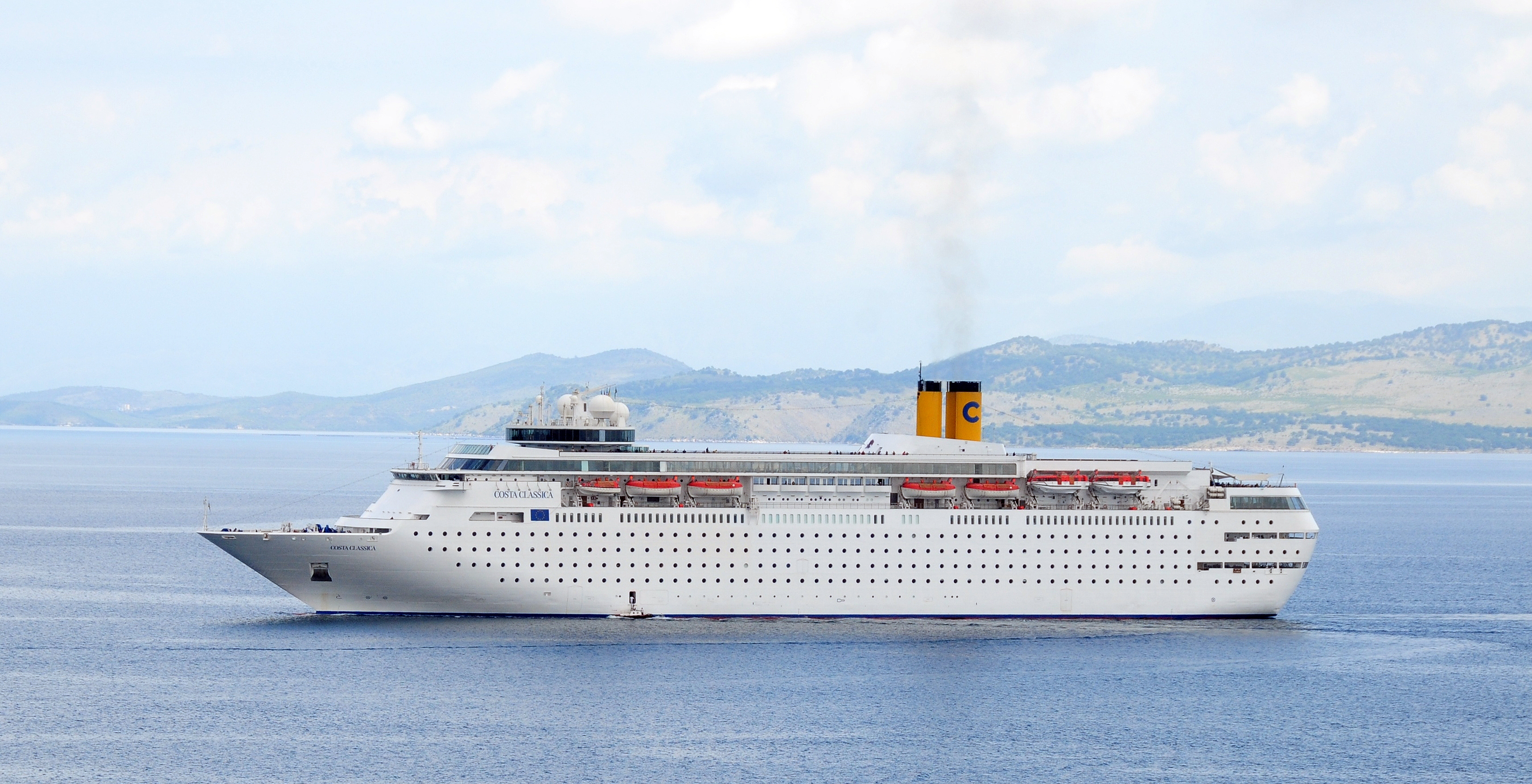
Le Costa Classica à Corfou en mai 2012.

Le Costa neoClassica est long de 220,6 mètres et large de 28 mètres. Son tonnage brut est d’environ 52 926 tjb. Il nécessite 620 membres d’équipage, et peut transporter 1 680 passagers.

### Caractéristiques techniques
Le Costa neoClassica est propulsé par quatre moteurs Diesel Sulzer, capables de produire 21 120 kW. Ils entrainent deux hélices à pales réglables, situées à l’arrière du paquebot, qui sont complétées par un propulseur d’étrave à l’avant et à l’arrière, destiné à faciliter les manœuvres. Avec cet équipement, le navire peut filer, au maximum de sa puissance, jusqu’à 20 nœuds, soit près de 37 km/h.

### Dispositifs de sécurité

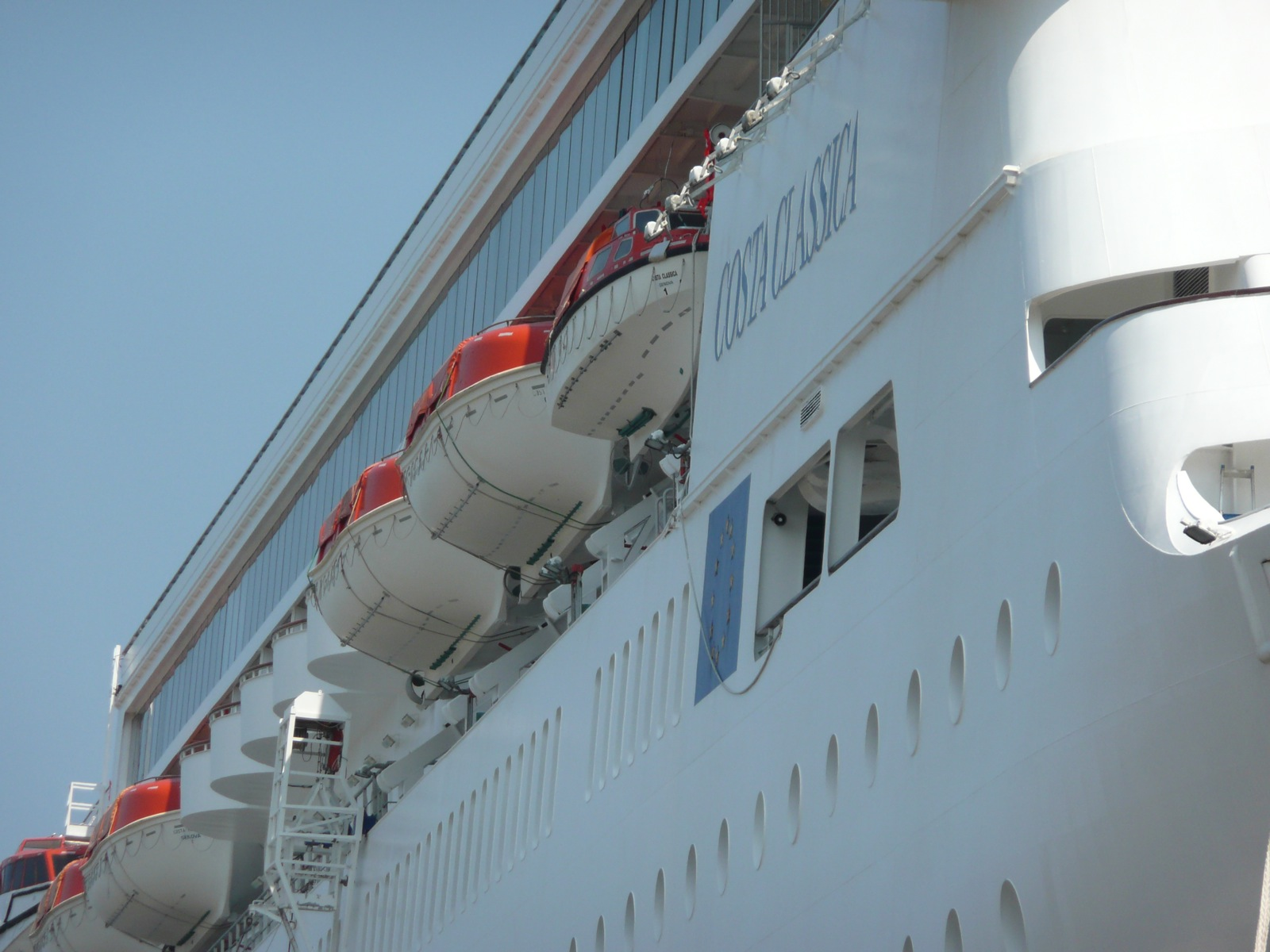
Les embarcations de sauvetage.

La drome de sauvetage collective du Costa neoClassica se compose de 10 embarcations de sauvetage couvertes, installées sur l’un des ponts supérieurs, le no 10. Il est, avec le Costa Romantica, le dernier navire construit pour la compagnie avec les embarcations situées à ce niveau. Sur les navires suivants, celles-ci sont descendues à la base des superstructures.
Les embarcations, qui sont montées sur des bossoirs par gravité, se répartissent des deux côtés du navires, à raison de cinq par flanc. Elles sont complétées par 4 « tenders », répartis selon la même logique (2 par flanc), qui sont normalement destinés à amener les passagers à terre lorsque le navire est à l’ancre, mais qui peuvent également servir de canots de sauvetage en cas de nécessité,.

### Design

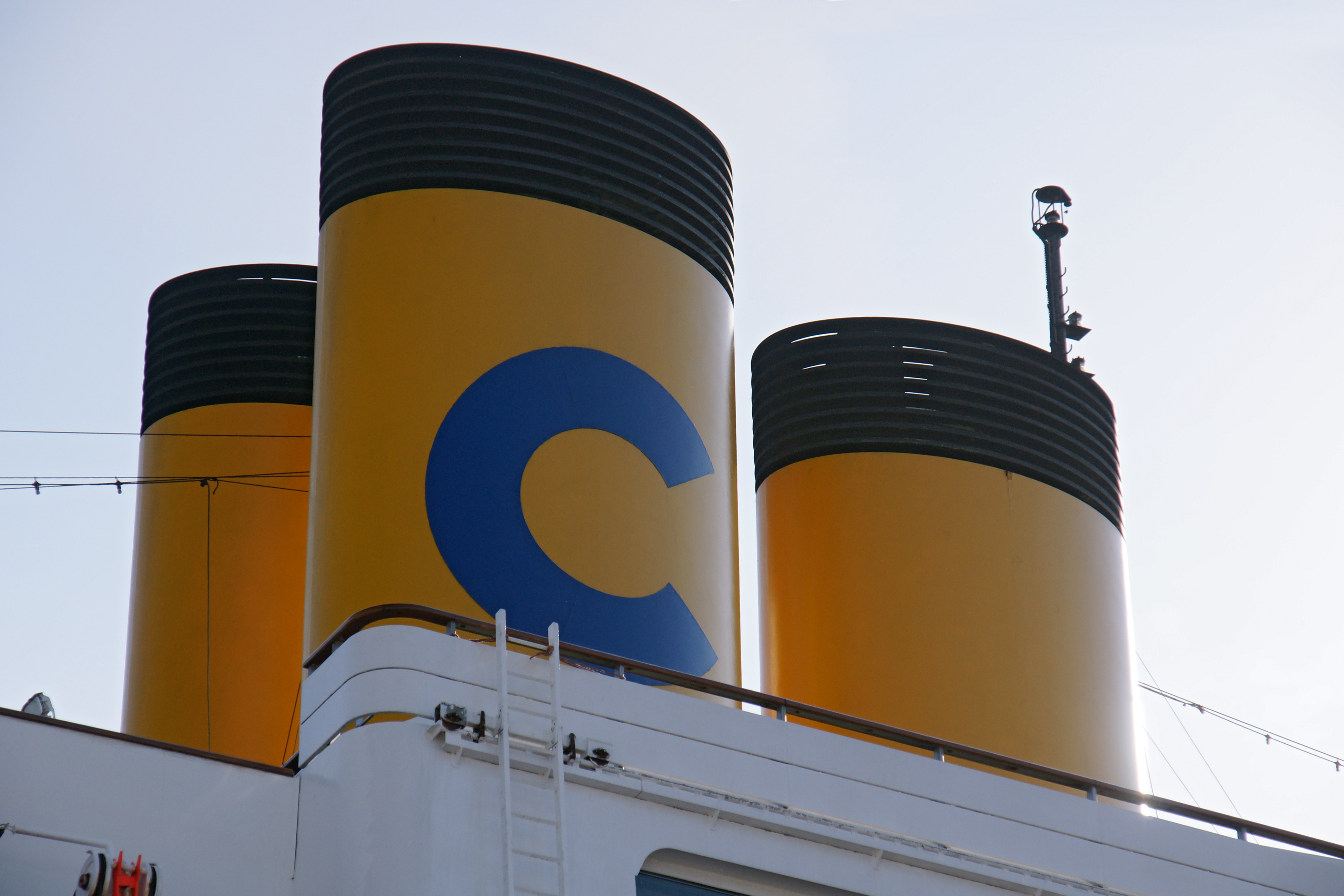
Les cheminées du Costa Classica.

Le Costa Classica, surnommé « le navire au design intemporel », a un design assez épuré, voire carré,. Sa proue, rectiligne, lui donne un aspect dynamique, et est complétée par une superstructure anguleuse. L’ensemble est surmonté, au-dessus de la passerelle de navigation, par un cercle de verre qui sert de salon d’observation. À l’arrière, un ensemble de trois cheminées placées côte à côte rappelle, de façon imagée, les anciens paquebots transatlantiques des années 1930.

### Conception et aménagement intérieur
L’intérieur du Costa Classica est dessiné par deux architectes milanais du Gregotti Associati : Pieluigi Cerri et Ivana Pofiri. La plupart des ponts, nommés selon des villes italiennes, sont décorés de teck de Birmanie, tandis que les piscines sont entourées de pierre istriennes. Les quatre ponts inférieurs, baptisés (de bas en haut) Venezia (4), Pisa (5), Amalfi (6) et Genova (7), sont destinés exclusivement aux cabines des passagers, dont les fenêtres sont arrondies afin de rappeler la forme des hublots.

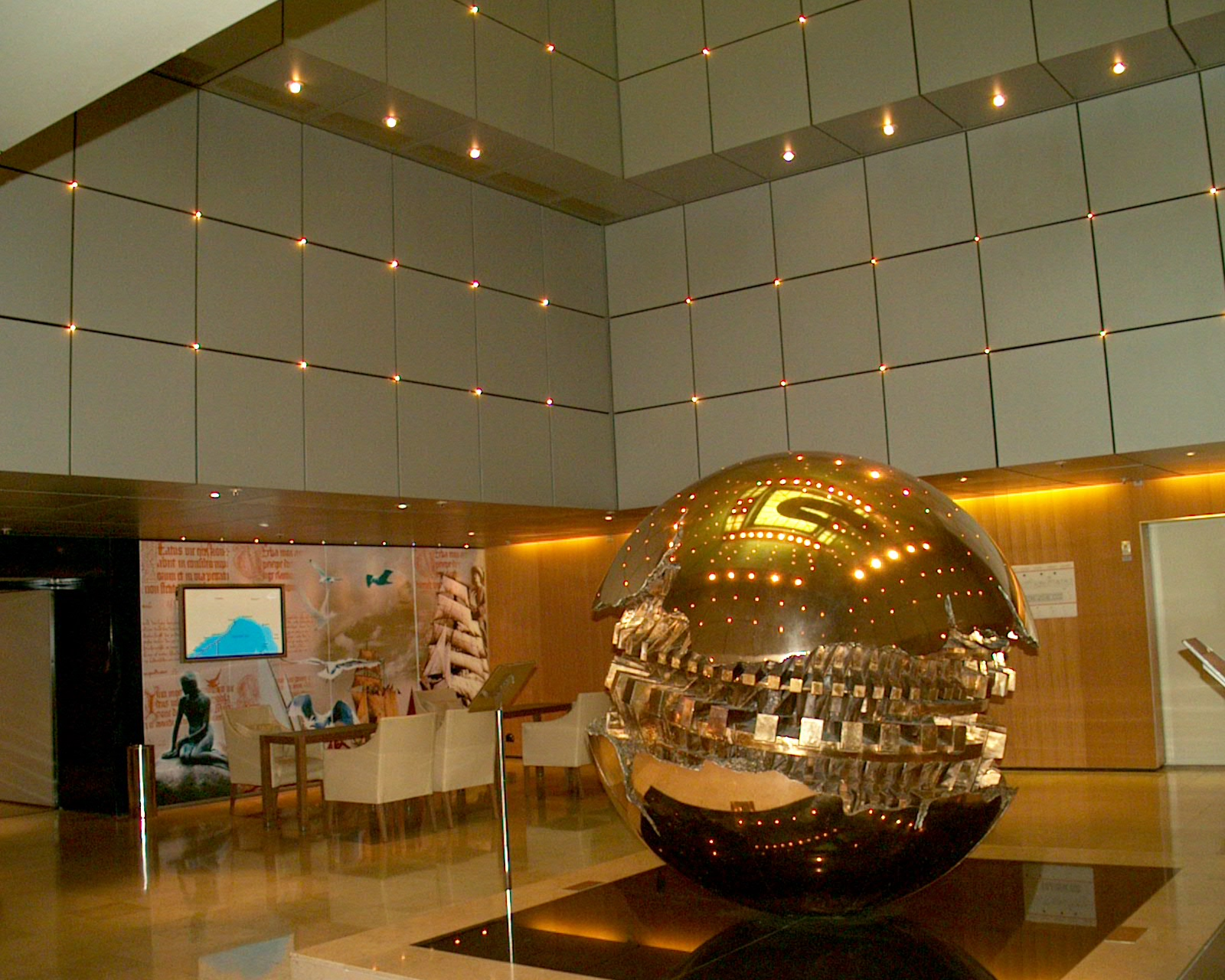
de Luciano Vistosi.

Au-dessus de ces ponts, le pont Roma (8) abrite, sur sa partie extérieure, une promenade qui fait le tour du navire. Fermée par de larges baies vitrées, elle rappelle celle présente sur de nombreux paquebots des décennies précédentes. Ce pont accueille également une grande partie des espaces publics : un restaurant de 672 couverts (le Tivoli), une salle de conférence, une bibliothèque, un centre de congrès, deux bars (Grand Bar et le Colosseo, devenu le Foyer), mais aussi l’un des deux étages du Teatro Colosseo, le théâtre du navire, dont les murs sont couverts de mosaïques inspirées des dessins d’Emilio Tadini,,. C’est également à ce pont que l’on trouve, au niveau de la base de l’atrium, la sculpture Fred and Ginger, sculptée par l’artiste italien Luciano Vistosi,,. Initialement destinée au Costa Atlantica, cette sculpture est finalement installée à bord du Costa Classica pour remplacer une précédente sculpture d’Arnaldo Pomodoro, La Sphère, qui est transférée à bord du Costa Deliziosa lors de la mise en service de ce dernier en février 2010,,.
Le pont 9, baptisé Firenze, est principalement destiné aux loisirs, puisque c’est à ce niveau que sont installés les boutiques du navire, le casino, la salle de bal, ainsi qu’une salle de jeu vidéo,. Le niveau supérieur du théâtre y est également présent, ainsi qu’une pizzeria et un salon de café, le Dolce Amore,.

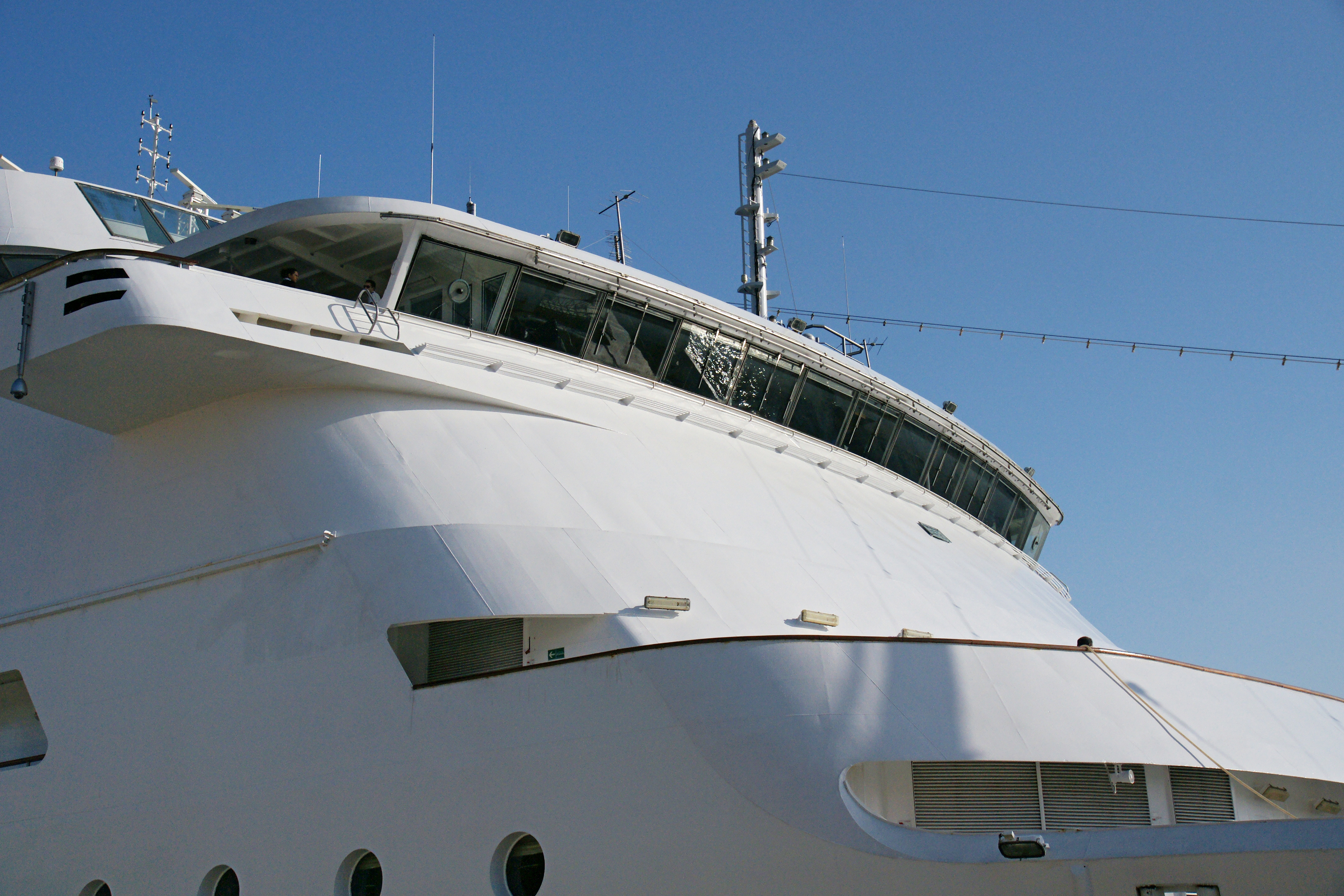
La passerelle de navigation est installée à l’avant du pont Portofino (no 10).

À partir du pont Portofino (10), la longueur des ponts se réduit de façon progressive, et le nombre d’équipements est également moins important. Ainsi, le pont 10, qui comporte les embarcations de sauvetage et la passerelle de navigation, ne compte qu’un buffet, qui est nommé Al Fresco Café à la suite de la modernisation du navire en 2014,. Celui-ci se décompose en deux espaces, l’un à l’intérieur, pouvant accueillir 286 personnes, et un second à l’extérieur,.
Le pont Capri (11) est principalement dédiée au bien-être et aux activités aquatiques,. Il dispose notamment de deux piscines, quatre jacuzzi, un centre de bien-être, un spa, un bar, mais aussi le club enfants (Squok Club) et deux salles de sport : une pour le fitness et une seconde pour l’aérobic,. Il est surmonté par le pont Ravello (12), qui ne dispose pas d’aménagement particulier,.

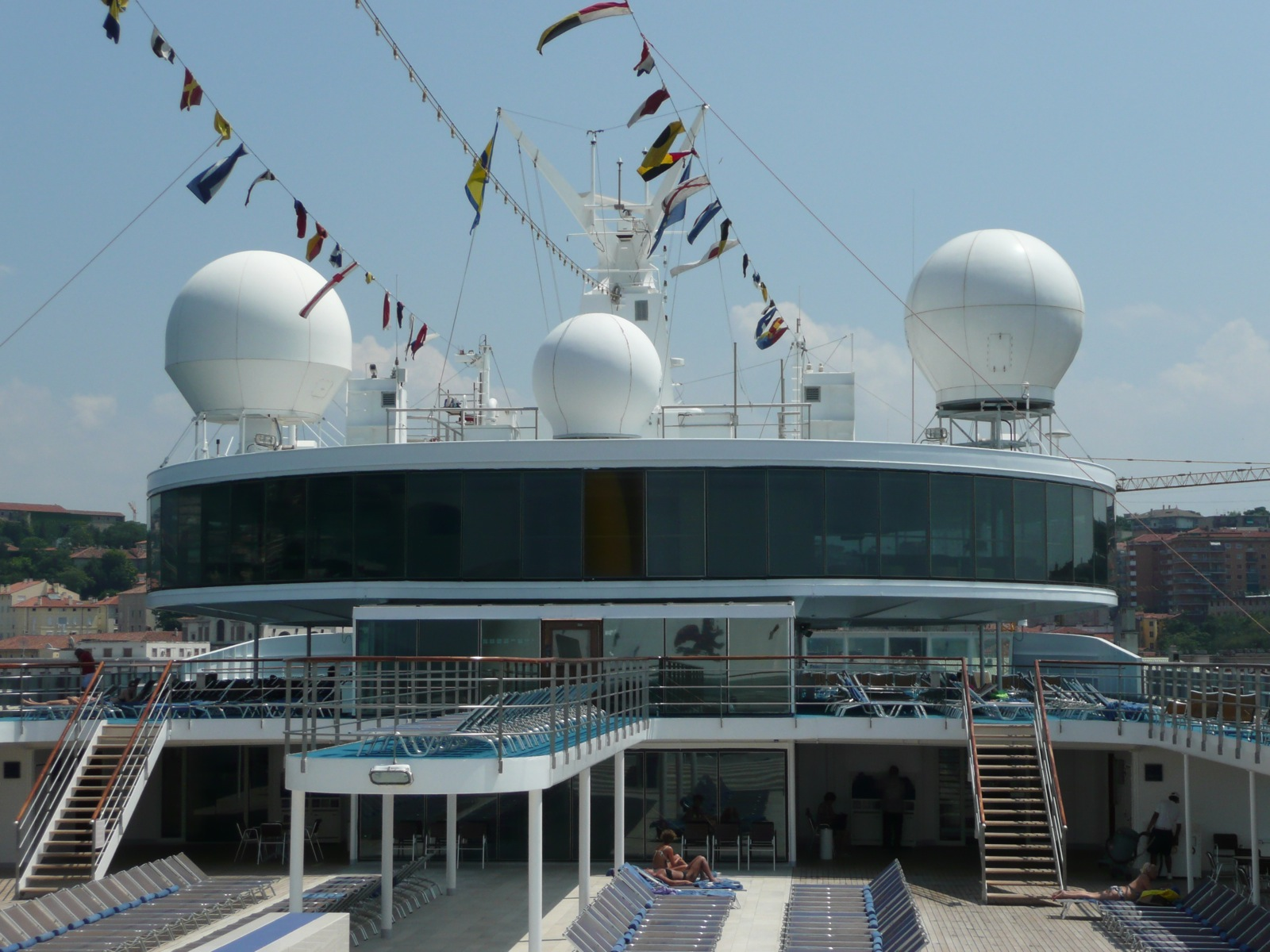
Le Cortina (pont no 14) est un petit pont circulaire offrant une vue panoramique.

Le tout est couronné par un petit pont circulaire, nommé Cortina, qui a la particularité de ne pas porter le numéro 13, comme le voudrait la logique, mais 14,. Composé d’une seule pièce, il sert de salon offrant une vue panoramique à 360° le jour, tandis que, la nuit, il devient la discothèque du navire, sous le nom de Galileo Club,.